# Aston Martin One-77
De Aston Martin One-77 is een sportwagen van het Britse automerk Aston Martin waarvan de productie beperkt is tot 77 exemplaren. De wagen zou worden voorgesteld Mondial de l'Automobile van 2008 te Parijs, hier was alleen een gedeelte van de neus te zien. Later was op het Autosalon van Genève de gehele auto te zien. Later was op het Concours d'Elegance van Villa d'Este de officiële onthulling, de auto won dit Concours d'Elegance. Op de website van de auto zijn specificaties van de auto vrijgegeven, zoals dat de auto een 7.3L V12-motor aan boord krijgt en dat de auto over een vermogen beschikt van 760 pk en 750 Nm. Ook zijn er door Aston Martin afbeeldingen vrijgegeven.